# Strabomantis laticorpus
Strabomantis laticorpus es una especie de anfibio anuro de la familia Craugastoridae.

## Distribución geográfica
Esta especie es endémica de la provincia de Darién en Panamá. Habita entre los 1450 y 1630 m de altitud en el Cerro Tacarcuna y el Cerro Malí.
Su presencia es incierta en Colombia.

## Descripción
El holotipo femenino mide 40 mm y el paratipo masculino 30 mm.

## Publicación original
- Myers & Lynch, 1997 : Eleutherodactylus laticorpus, a peculiar new frog from the Cerro Tacarcuna area, Panamanian-Colombian frontier. American Museum Novitates, n.º 3196, p. 1-12[5]